# Asplenium matthioli
Asplenium matthioli là một loài dương xỉ trong họ Aspleniaceae. Loài này được Gasp. mô tả khoa học đầu tiên năm 1833.
Danh pháp khoa học của loài này chưa được làm sáng tỏ. 